# إسماعيل قاآني
إسماعيل قاآني (الفارسية: اسماعیل قاآنی) (8 أغسطس 1957)؛ عسكري إيراني برتبة عميد، عُيّن في 3 يناير 2020 قائدًا لفيلق القدس الإيراني خلفًا لقاسم سليماني الذي قُتِل في العراق في غارة جوِّية أمريكية استهدفت موكبه في محيط مطار بغداد الدَّولي.
في أكتوبر 2024، اعتُقد أن قاآني قُتل أو أُصيب عند اغتيال هاشم صفي الدين. وذكرت وكالة تسنيم الدَّولية للأنباء التابعة للحرس الثوري الإيراني أنه كان على وَشْك منحه وسام الفتح. ثم ظهر قاآني في مراسم لـعباس نيلفروشان في وقت لاحق من ذلك الشهر، وَفقًا لما أفادت به شبكة أخبار جمهورية إيران الإسلامية [الإنجليزية]
.

## نشأته
وُلد قاآني بتاريخ 8 أغسطس 1957، في مشهد، وهي مدينة مقدسة وثاني أكبر مدن إيران من حيث عددُ السكَّان. انضمَّ إلى الحرس الثوري الإيراني عام 1980.

## مسيرته العسكرية
قاد قاآني في حرب الخليج الأولى اللواءَ نصر الخامس واللواء المدرَّع الإمام الرضا الحادي والعشرين. تلقَّى تدريبه العسكري في أكاديمية ضباط الإمام علي [الإنجليزية]
 في طهران عام 1981. كانت الحرب هي المناسبة التي التقى فيها لأول مرة بالجنرال الراحل في الحرس الثوري الإيراني، قاسم سليماني، الذي كان آنذاك قائد فرقة ثأر الله الحادية والأربعين.
بعد الحرب، انضم إلى فيلق القدس وبدأ أنشطته في مقاطعة خراسان، التي تحد أفغانستان، تركمانستان وباكستان. بينما كان سليماني متمركزًا في الغرب، ركّز قاآني على أولويات إيران في الشرق، مثل مكافحة تهريب المخدرات ودعم التحالف الشمالي في معاركه ضد طالبان خلال الحرب الأهلية الأفغانية (1996–2001).
في عام 1997، عُيّن قاآني نائبًا لقائد فيلق القدس من قبل القائد العام يحيى رحيم صفوي، وكان قاسم سليماني هو القائد آنذاك. وأشرف قاآني بصفته نائبًا، على تقديم التمويل للجماعات شبه العسكرية بما في ذلك حزب الله. وقد تم اعتراض شحنة أسلحة موجهة إلى غامبيا في نيجيريا في أكتوبر 2010.

### حرب طالبان في أفغانستان
بعد انضمامه إلى فيلق القدس، بدأ قاآني عمليات عسكرية في شرق إيران ساعدت على تسهيل دعم التحالف الشمالي. ثم حارب قاآني عصابات تهريب المخدرات الأفغانية على الحدود بين إيران وأفغانستان في التسعينيات. في 9 يناير 2018، زار قاآني مستشفى بنيت بتمويل إيراني في أفغانستان بصفته مبعوثاً إيرانياً.

### الحرب الأهلية السورية
في 25 مايو 2012، تعرضت قريتان في منطقة الحولة بسوريا لهجوم أسفر عن مقتل 108 أشخاص، من بينهم 49 طفلًا. وخلص محققو الأمم المتحدة إلى أن الضحايا قُتلوا في "جولتين من إعدام موجز" على يد شبيحة مؤيدين للأسد. وصرحت المتحدثة باسم وزارة الخارجية فيكتوريا نولاند في 29 مايو أن قاآني زعم في مقابلة قبل يومين أن فيلق القدس ساعد في تدريب قوات الشبيحة المسؤولة عن هجوم الحولة.
في 27 مايو، أجرى قاآني مقابلة مع وكالة أنباء الطلبة الإيرانية قال فيها: "بفضل وجود إيران في سوريا جسديًا وغير جسدي، تم الحيلولة دون حدوث مذابح كبيرة... لو لم تكن الجمهورية الإسلامية حاضرة في سوريا، لكانت المجازر التي لحقت بشعبها تضاعفت." وقد حُذفت المقابلة من موقع وكالة أنباء الطلبة الإيرانية خلال ساعات، لكن نسخًا منها ظلت منشورة على مواقع إخبارية أخرى.
وبحسب مئير جاڤدانفر [الإنجليزية]
، وهو خبير إيراني-إسرائيلي في شؤون الشرق الأوسط، فإن تصريح قاآني كان "أول مرة يعترف فيها ضابط كبير في الحرس الثوري الإيراني بأن فيلق القدس يعمل في سوريا". وصرّح رئيس هيئة الأركان العامة للقوات المسلحة الإيرانية حسن فيروزآبادي عبر برس تي في قائلاً: "نحن لا نتدخل في الشؤون الداخلية السورية، لكننا ندعم سوريا باعتبارها جبهة مقاومة ضد إسرائيل، لأن من مبادئنا قضية دولة فلسطين... لقد شجعنا حكومة هذا البلد على إجراء إصلاحات والاستماع إلى مطالب شعبها." قبل تعيينه قائدًا لفيلق القدس، كان قاآني معروفًا بتجنيد مقاتلي لواء فاطميون ولواء زينبيون الشيعة العاملين في سوريا.

### الاضطرابات بين إيران وأمريكا
انتقد قاآني بشدة تورط الولايات المتحدة في المنطقة، معبرًا في بعض الأحيان عن خطاب عدائي تجاه الرئيس دونالد ترمب والمواطنين الأميركيين. وفي حفل لإحياء ذكرى الشهداء بتاريخ 5 يوليو 2017، زعم أن الولايات المتحدة أنفقت عبثًا 6 تريليونات دولار في العراق وأفغانستان في محاولات لمهاجمة إيران. واختتم بالقول: "لقد تكبدت أمريكا خسائر منّا أكثر مما تكبدنا نحن منهم".
في 13 أكتوبر 2017، رفض الرئيس ترمب إعادة التصديق على خطة العمل الشاملة المشتركة، المعروفة بشكل غير رسمي باسم الاتفاق النووي الإيراني. وفي 22 يناير 2020، استهدفت الولايات المتحدة قاآني بتهديد بالقتل، "إذا اتبع نفس النهج وقتل أميركيين". وصرّح عباس موسوي، المتحدث باسم وزارة الخارجية الإيرانية، قائلاً: "هذه الكلمات إعلان رسمي وكشف صريح عن إرهاب أميركي حكومي ممنهج". وفي يناير 2020، عقب اغتيال قاسم سليماني، صرّح قاآني لقناة الجزيرة: "نقول للجميع، تحلّوا بالصبر وشاهدوا جثث الأميركيين منتشرة في أنحاء الشرق الأوسط".

### قيادة فيلق القدس
في يناير 2020، عيّن المرشد الأعلى لإيران علي خامنئي قاآني قائدًا لـفيلق القدس خلفًا للواء قاسم سليماني الذي قُتل في ضربة بطائرة مسيّرة أميركية استهدفته قرب مطار بغداد الدولي. واصفًا إياه بأنه "أحد أبرز القادة العسكريين خلال الدفاع المقدس".
يرى سعيد غولكار، أستاذ العلوم السياسية في جامعة تينيسي وزميل زائر في مجلس شيكاغو للشؤون العالمية، أن خامنئي كان يعتبر أن من المهم أن يتمتع القائد الجديد بصفات مثل "الولاء" و"الالتزام" تجاهه وتجاه الحرس الثوري، بالإضافة إلى معرفته بفيلق القدس وإدارته للقوات والميليشيات التابعة لإيران. وكان قاآني مناسبًا لذلك.
أما الخبير السياسي الإيراني المغترب الدكتور كريم عبديان بني سعيد، فقد عبّر عن رأيه بأن التعيين كان متسرعًا، وأن خبرة قاآني لا ترقى إلى مستوى سليماني المغتال. وأشار إلى أنه رغم كونه شخصية غير معروفة نسبيًا، فإن قاآني محارب قديم يمتلك خبرات عسكرية تمتد لعقود في الخارج، مرجحًا أن تعيينه لن يقلل من نفوذ فيلق القدس في السياسة الخارجية الإيرانية، ولن يغير تأثير إيران في المنطقة.
في أوائل أكتوبر 2024، ظهرت مخاوف بشأن مكان وجود قاآني بعد غيابه عن فعاليات عامة كبرى، بما في ذلك صلاة جماعية ترأسها آية الله علي خامنئي تكريمًا لزعيم حزب الله حسن نصر الله. وقد شوهد آخر مرة وهو يساعد حزب الله في بيروت، ولم يصدر الحرس الثوري الإيراني أي بيان رسمي بشأن حالته. وذكرت وسائل إعلام إسرائيلية وعربية أن قاآني قد يكون قد أُصيب أو قُتل في غارة جوية إسرائيلية على بيروت، ولم تؤكد السلطات الإيرانية وضعه. وأفاد تقرير في أكتوبر من موقع Middle East Eye بأنه مُحتجز وجار التحقيق معه بشأن اختراقات أمنية.
وكانت هناك شائعات بأن قاآني مشتبه به في تسريب استخباراتي مكّن إسرائيل من توجيه ضربة قاصمة لحزب الله في عام 2024. وبعد اغتيال حسن نصر الله، أفادت تقارير بأن عناصر من الحرس الثوري الإيراني استجوبوا قاآني بشأن احتمال ارتباطه بأنشطة استخباراتية إسرائيلية. وبحسب صحيفة The Sun، فقد وُضع قاآني قيد الإقامة الجبرية والتحقيق معه بتهمة محتملة بأنه جاسوس إسرائيلي.

## العقوبات
في مارس 2012، أُدرج قاآني على قائمة الرعايا المعينين خصيصا والأشخاص المحظورين من مكتب مراقبة الأصول الأجنبية التابع لوزارة الخزانة الأمريكية، ما أدى إلى تجميد أصوله المفترضة ومنع أي تعاملات مالية معه من الكيانات الأمريكية. واستهدفته الولايات المتحدة بالعقوبات لتوليه مسؤولية الإشراف على توزيع تمويل فيلق القدس لحلفاء إيران في المنطقة.
في أكتوبر 2017، أعلنت إدارة ترمب عن فرض عقوبات جديدة على الحرس الثوري الإيراني باعتباره جهة داعمة للجماعات الإرهابية. ورد قاآني قائلاً: "نحن لسنا دولة تبحث عن الحرب، لكن أي عمل عسكري ضد إيران سيكون موضع ندم... تهديدات ترمب لإيران ستُلحق الضرر بأميركا... لقد دفنّا كثيرين مثل ترمب ونعرف كيف نقاتل".
في أكتوبر 2022، أُدرج قاآني ضمن قائمة عقوبات فرضتها كندا شملت 9 كيانات إيرانية و25 مسؤولًا كبيرًا. جاءت هذه العقوبات ردًا على وفاة مهسا أميني والقمع الممارس ضد المتظاهرين خلال الاحتجاجات الواسعة التي أعقبت الحادثة.
في 31 مايو 2024، فرض مجلس الاتحاد الأوروبي عقوبات شخصية على قاآني، مشيرًا إلى مسؤوليته قائداً لفيلق القدس عن تزويد شبكات واسعة من الميليشيات المدعومة من إيران في الشرق الأوسط، ومن بينها حركة الحوثيين اليمنية، بالأسلحة الإيرانية.
| مناصب عسكرية      | مناصب عسكرية                        | مناصب عسكرية    |
| ----------------- | ----------------------------------- | --------------- |
| شاغر              | نائب قائد فيلق القدس غير معروف–2020 | تبعه محمد حجازي |
| سبقه قاسم سليماني | قائد فيلق القدس 2020–2025           | شاغر            |